# Qays Shayesteh
Qays Shayesteh (Kabul, 22 marzo 1988) è un calciatore olandese naturalizzato afghano, centrocampista del Tubantia.

## Biografia
È il fratello di Faysal Shayesteh, a sua volta calciatore.